# 遙 (YOASOBI歌曲)
〈遙〉（日语： Haruka）是日本雙人音樂組合YOASOBI的第六首單曲，於2020年12月18日發行。此曲是以日本編劇鈴木收所著的小說《月王子》為原型創作。

## 製作與背景
〈遙〉由Ayase創作，ikura演唱。是首時長4分3秒，每分鐘100拍的升C大調日本流行音樂。〈遙〉是以日本編劇鈴木收所著的小說《月王子》為原型創作，YOASOBI曾在其FM東京的節目《JUMP UP MELODIES TOP 20》上客串。 

## 歌詞內容概述
歌詞內容講述一隻印有「月王子」的馬克杯被名為「遙」（日语：／ Haruka）的女子買下，「月王子」認為自己只是一個印有翻版圖案的廉價杯子，本以為遙很快便會將它扔掉，但遙意外地很喜歡這個杯子，不論喝甚麼飲料甚至刷牙漱口都會用它，「月王子」多年來也就一直陪伴著遙經歷人生起伏。直到一天，遙的年幼兒子意外滑倒，遙為了扶著兒子被迫鬆開手中的「月王子」，「月王子」也因此掉到地上摔破了，但「月王子」反而感到滿足，認為自己已經作為王子守護了遙多年，接下來應該讓遙的兒子成為下一個「月王子」，繼續守護著遙，而自己也會在月亮上守望著他們。

## 商業成績
2020年12月，歌曲獲得Oricon公信榜數碼單曲週榜第3名和《日本公告牌》百強單曲榜第18名，以及《公告牌》全球二百强單曲榜（美國以外地區）第121名。

## 音乐视频
此曲的音乐视频於2020年12月18日在Ayase的YouTube頻道上發佈。截至2021年3月1日，其點擊數已超過一千萬。影片動畫由動畫師伊豆見香苗製作。

## 現場演唱
2021年7月4日，YOASOBI在線上演唱會《SING YOUR WORLD》演唱此曲，此曲為第九首演唱的歌曲。

## 收錄歌曲
| 數位下載 | 數位下載 | 數位下載 | 數位下載 | 數位下載 |
| 曲序     | 曲目     | 词曲     | 编曲     | 时长     |
| -------- | -------- | -------- | -------- | -------- |
| 1.       |          | Ayase    | Ayase    | 4:03     |
| 总时长： | 总时长： | 总时长： | 总时长： | 4:03     |